# Bang-Pakong-Eisenbahnbrücke
Die Bang-Pakong-Eisenbahnbrücke (thailändisch สะพานข้ามแม่น้ำบางปะกง) ist eine Eisenbahnbrücke im Zuge der Bahnstrecke Chachoengsao Junction–Sattahip und die längste Eisenbahnbrücke in Thailand.

## Geografische Lage
Die Brücke führt über den Mae Nam Bang Pakong in Chachoengsao und über Teile der Stadt.

## Geschichte
Bereits 1908 erreichte die Ostbahn von Bangkok-Hua Lamphong kommend, mit Zielrichtung nach französisch-Indochina, Chachoengsao. Der Weiterbau scheiterte zunächst an den Kosten für die hier erforderliche, absehbar große Brücke über den Bang Pakong. Auch als 1922 der Weiterbau der Ostbahn begann, wurde die teure Querung des Bang Pakong vermieden. Vielmehr wurde die Strecke in nördliche Richtung weitergebaut, um erst viel weiter nördlich einen großen Bogen nach Osten zu schlagen, aber immer am Westufer des Flusses zu bleiben und so Aranyaprathet zu erreichen. Erst als 1977 seitens der thailändischen Regierung der Eisenbahnanschluss an die neuen Überseehäfen, die Bahnstrecke Chachoengsao Junction–Sattahip, beschlossen wurde, war der Brückenbau unvermeidlich, um den Anschluss an das Bestandsnetz der Eisenbahn herzustellen. Der Bau wurde 1981 begonnen und 1984 fertiggestellt.